# Leptopyrgota sarae
Leptopyrgota sarae är en tvåvingeart som beskrevs av Georges Bernardi 1992. Leptopyrgota sarae ingår i släktet Leptopyrgota och familjen Pyrgotidae. Inga underarter finns listade i Catalogue of Life.